# Arcuș
Arcuș [ˈarcuʃ] (veraltet Arcușu; ungarisch Árkos) ist eine Gemeinde im Kreis Covasna in der Region Siebenbürgen in Rumänien.

## Geographische Lage

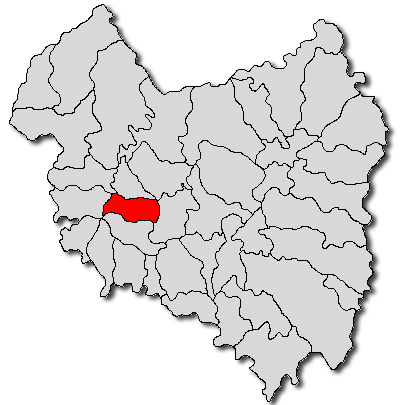
Lage der Gemeinde Arcuș im Kreis Covasna

Die Gemeinde Arcuș liegt östlich des Siebenbürgischen Beckens (Podișul Transilvaniei) in den Südausläufern der Baraolter Berge im sogenannten Szeklerland. Im Westen des Kreises Covasna an der Mündung des Baches Valea Râpoasă in den Fluss Arcuș – ein rechter Nebenfluss des Olt (Alt) – und der Kreisstraße (Drum județean) DJ 121B, befindet sich der Ort Arcuș sieben Kilometer nördlich von der Kreishauptstadt Sfântu Gheorghe (Sankt Georgen) entfernt.

## Geschichte
Der mehrheitlich von Szeklern bewohnte Ort Arcuș, wurde erstmals 1332 urkundlich erwähnt.
Zur Zeit des Königreichs Ungarn gehörte die heutige Gemeinde dem Stuhlbezirk Sepsi in der Gespanschaft Háromszék (rumänisch Comitatul Trei-Scaune). Anschließend gehörte Arcuș dem historischen Kreis Trei-Scaune (zu Deutsch Drei Stühle) und ab 1950 dem heutigen Kreis Covasna an.
Bis 1968 war Arcuș eine eigenständige Gemeinde, wonach der Ort der Gemeinde Valea Crișului zugeordnet wurde. Ab 2004 wurde Arcuș erneut eine eigenständige Gemeinde.
Etwa drei Viertel der Anwesen in Arcuș sind an das Trinkwassernetz angeschlossen, restliche beziehen das Trinkwasser aus Ziehbrunnen. Da im Ort kein Abwassernetz vorhanden ist und auch der Haushaltsabfall nicht regelmäßig abgeholt wird, ist das Grundwasser belastet.

## Bevölkerung
Die Bevölkerung im Ort Arcuș entwickelte sich wie folgt:
| 1850 | 1.435 | 108 | 1.281 | - | 46  |
| 1920 | 1.633 | 70  | 1.544 | - | 19  |
| 1966 | 1.714 | 94  | 1.618 | 2 | -   |
| 2002 | 1.288 | 34  | 1.253 | 1 | -   |
| 2011 | 1.519 | 48  | 1.450 | 2 | 19  |
| 2021 | 1.722 | 83  | 1.525 | - | 114 |

Seit 1850 wurde in Arcuș die höchste Einwohnerzahl (1.943) 1956 ermittelt. Die höchste Anzahl der Magyaren (1.749) wurde 1941, die der Roma (82) 1930 und der Rumäniendeutschen (6) 1890 registriert.

## Sehenswürdigkeiten
- Die unitarische Kirchenburg im 16. Jahrhundert errichtet, die Kirche 1568 errichtet und 1831 erneuert,[7][8] stehen unter Denkmalschutz.[9]
- Das Schloss und Anwesen der ungarischen Adelsfamilie Syentkereszthy,[10] laut Angaben des Verzeichnisses historischer Denkmäler des Ministeriums für Kultur und nationales Erbe (Ministerul Culturii și Patrimoniului Național) 1860 errichtet und die römisch-katholische Kirche auch im 19. Jahrhundert errichtet, stehen unter Denkmalschutz.[9] Der letzte Besitzer des Anwesens der ungarische Baron Béla Szentkereszty, oberster Graf der Gespanschaft Háromszék, ließ die letzten Änderungen am Schloss Anfang der 1890er Jahre durchführen. Die dem Garten zugewandte Nordfassade des Schlosses hat eine von einem schmiedeeisernen Geländer begrenzte Terrasse, an deren Rändern Vasen mit mythologischen und biblischen Szenen geschmückt sind. Das Schloss hat Rundbogenfenster, mit Ausnahme der Fenster im Obergeschoss und an der Nordfassade, bei denen es sich um Halbbogenfenster handelt. Das Schloss hat zwei Treppen, die kleinere am südlichen Ende des Schlosses. Heute erinnert nur noch der Speisesaal im Erdgeschoss an die alte Atmosphäre des Schlosses. Das Schloss ist von einem dendrologischen Park von mehreren Hektar umgeben. Dieser Park enthält zahlreiche seltene Baumarten. Ein See im Park ist auch für Bootsfahrten geeignet. Nach 1945 wurde das Gebäude verstaatlicht und diente als Waisenhaus, eine landwirtschaftliche Ingenieurschule, in der sich der Hauptsitz der Landwirtschaftlichen Genossenschaft befand. Nach 1982 ging das Anwesen in den Besitz der Kommunistischen Partei über und wurde als Präsidentenresidenz genutzt. Nach dem Regimewechsel von 1989 wurde das Gebäude vom Kulturministerium übernommen und war bis vor kurzem Sitz des Kulturzentrums in Arcuș.[11]